# 발릴라급 잠수함

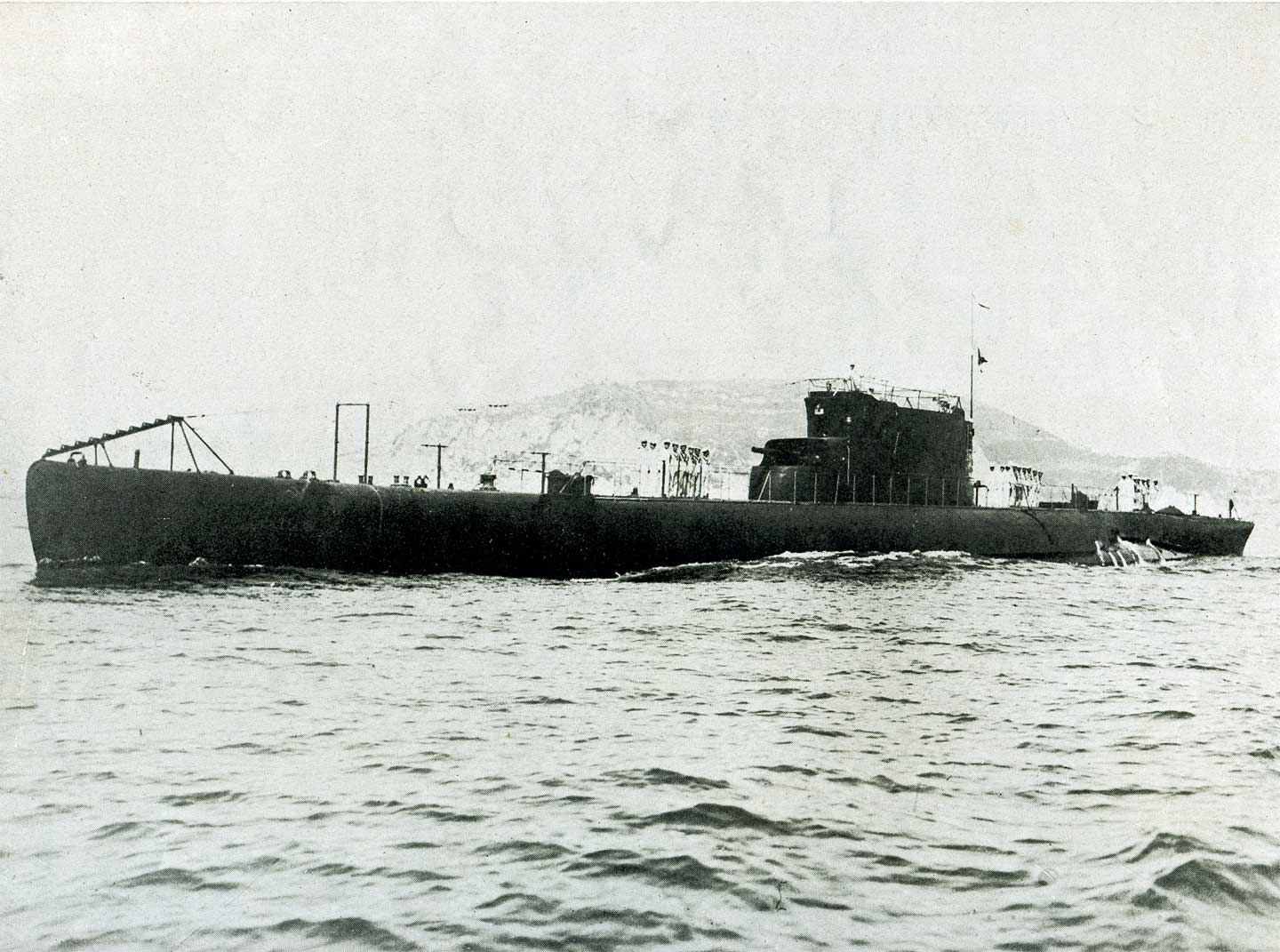
발릴라급 잠수함

발릴라급 잠수함(이탈리아어: Balilla)은 제1차 세계 대전이 끝난 뒤 이탈리아 해군을 위해 건조된 첫 잠수함이다. 이탈리아 해군 수뇌부는 동아프리카 식민지에 근거지를 둔 인도양에서 작전을 하려면 기존의 잠수함 보다 항속거리가 더 길어야만 한다는 점에 주목하고 원양 항해 능력을 갖춘 순양 잠수함의 필요성에 관해 역설하게 된다. 이에 따라 전간기에 유행한 1,000톤급 내외의 잠수함보다 선체가 더 커졌다. 이탈리아의 조선 기술자들은 발릴라급을 설계하는 과정에서 1차 대전의 전쟁 배상금으로 독일 제국 해군에게 넘겨 받았던 UE 2 U보트인 U-120을 참고했는데, 여기에 선체 일부를 복각식으로 재설계하는 한편, 발전 능력을 끌어올리기 위해 425마력 디젤 엔진 1대를 추가로 설치했다.
1940년부터 2차 대전 동안 이 잠수함들은 지중해에 주둔했지만, 효과적인 초계용 잠수함이 되기에는 너무 크다는 것이 증명되었다. 이 함급의 유일한 대함선 전과는 1940년 10월 15일에 4번함 엔리코 토티가 영국 해군의 T급 잠수함 HMS 트라이어드를 격침시킨 것이 전부였다. 1941년 이후 발릴라급들은 북아프리카에서 보급이 자주 끊겨 고생하는 이탈리아군에게 각종 보급품을 공급하기 위해 수송함으로 사용되었고, 종전 후에는 모두 폐기되었다. 그렇지만 1번함 발릴라가 취역할 때 이 함급을 눈여겨 봐두었던 브라질 해군을 위해 우마이타(Humayta)라는 잠수함이 1척 더 건조되었는데, 거의 동일한 구조를 가져 발릴라급으로 분류된다.

## 설계와 특징
4척의 발릴라급은 모두 무르기아노에 있는 오토 멜라라 사에 의해 건조되었다. 발릴라급의 디자인에서 역점을 둔 것은 잠항 심도와 항속거리였다. 2번함 도메니코 밀렐리레가 시험적으로 122m까지 잠항 테스트를 거쳤으며, 기본적으로 110m의 안전잠항심도로 설정된 강고한 복각 선체로 만들어졌다. 수면 위에 부상했을 때의 배수량은 1,427톤이고 잠수하면 1,874톤이었으며 길이는 86.5m에 함폭은 7.8m, 마지막으로 흘수선은 4.7m인 이 함은 당대의 잠수함치고는 대형함에 속했지만, 조함 성능이나 안정성에 관해서는 그다지 좋은 평가를 받지 못했다. 
해상에서는 피아트제 디젤 엔진 2대로 항해하며 잠항시에는 사비글리아노 전기 모터 2대로 2개의 스크류를 구동시켜 추진했다. 이 동력계는 각각 4,900마력과 2,200마력을 발휘했고, 보조 디젤 엔진은 원래 배터리 충전을 위한 것이지만 응급 상황에서는 함께 운전해 출력을 끌어올리거나 이것만 돌려 저속으로 항해하며 연료를 아낄 수도 있어서 이 함이 건조될 당시만 해도 참신한 설계였다. 발릴라급의 성능이 공개될 때 항해 속도는 수상에서는 16노트, 잠항 중에는 7노트 수준의 속력이라고 카탈로그에 나와있었으나 실제로는 수상 17.5노트에 수중에서는 8.9노트까지 낼 수 있었다. 특히 항해거리는 수퍼마리나의 주문에 맞춰 10노트의 경제속도로 순항하면 13,000해리에 달할 정도로 대단히 길었다. 
주무장인 어뢰는 533mm 어뢰발사관을 함수에 4문, 함미에 2문씩 합계 6문을 갖췄고, 함내에 16발의 어뢰를 탑재했다. 보통 함수 발사관에는 재장전용 어뢰가 2발씩 실렸고 함미 발사관에는 1발씩의 예비 어뢰가 준비되었다. 또한 이 클래스는 커닝 타워의 전방 부분에 있는 차폐형 마운팅에 1924 모델 120mm/27구경 데크건도 있었다. 1934년에 이 함포는 120mm/45구경 함포로 업그레이드를 받았다. 거기에 대공 무장으로 13.2mm 단장 기관총도 두 자루 거치되어 있었다.

## 우마이타급
우마이타는 브라질 해군의 심해 잠수함으로 발주받은 것으로 이탈리아 해군은 사용한 적이 없는 수출용 잠수함이었다. 표준 발릴라급과 다른 설계 변경점으로는 디젤 엔진과 전기 모터를 더 앞으로 배치하고 함수 잠항타를 제거했으며 밸러스트 탱크의 배치를 다르게 하여 중량 분배를 재조정한 것을 꼽을 수 있다. 그 잠수함은 길이도 87m로 조금 더 길었지만 흘수선은 4m로  얕아서 수상배수량 1,390톤에 수중 배수량은 1,884톤으로 예비 부력이 발릴라급에 비해 조금 더 높아졌다. 
동력계도 약간 차이가 있었는데, 피아트가 아닌 안살도(Ansaldo) 디젤 엔진 2대로 동력을 공급받았으며 이것으로 각각 4,900마력과 900마력의 출력을 생성했다. 우마이타급은 수상 항해속도 18.5노트, 그리고 수중 스피드는 9.5노트가 표준이다. 주무장은 발릴라급과 마찬가지로 어뢰 발사관 6문이 준비되었으나, 대공 무장은 제거해 4인치(102mm)의 데크건 1문 밖에 없었고, 그 대신 기뢰 16발을 운반할 수 있었다.